# GSC5279-19
GSC5279-19 — хімічно пекулярна зоря спектрального класу A, що має видиму зоряну величину в смузі V приблизно 11,0.
Вона  розташована на відстані близько 1168,5 світлових років від Сонця.